# IC 10
IC 10 je nepravilna galaksija u zviježđu Kasiopeja. Otkrio ju je Lewis Swift 1887. godine, a 1935. godine Nicholas Mayall postao je prvi koji je sugerirao da je objekt ekstragalaktički, tj. da ne pripada našoj galaksiji, Mliječni Put. Edwin Hubble sumnja da bi mogla pripadati Lokalnoj skupini, ali taj status je ostao nesiguran desetljećima. Radijalna brzina IC 10 izmjerena je 1962. godine, a utvrđeno je da se približava Mliječnome Putu se na oko 350 km/s, jačanje dokaze za članstvo u Mjesnoj skupini. Članstvo u skupini konačno je potvrđeno 1996. godine izravnim mjerenjima njegove udaljenosti na temelju opažanja Cefeida. Unatoč svojoj blizini, galaksiju je prilično teško proučiti jer leži u blizini ravnine Mliječnog puta i zbog toga je jako zatamnjena međuzvjezdanim materijama.
Prividna udaljenost između IC 10 i galaksije Andromede približno je jednaka prividnoj udaljenosti između Andromede i galaksije Trokut, što sugerira da IC 10 može pripadati podskupini Andromede.
IC 10 jedina je poznata zvjezdorodna galaktika u Mjesnoj skupini. Ima mnogo više Wolf-Rayet zvijezda po četvornom kiloparseku (5,1 zvijezde/kpc 2) od Velikog Magellanskog oblaka (2 zvijezde/kpc2) ili Malog Magelanskog oblaka (0,9 zvijezda/kpc2). Iako galaksija ima blistavost sličnu SMC-u, znatno je manja, ali stvara zvijezde znatno brže. Ima golemu ovojnicu od vodika, ali ta opskrba bi mogla, s obzirom na iznimno veliku brzinu stvaranja zvijezda, potrajati još samo nekoliko milijardi godina.